# Dragi susjedi
Dragi susjedi je hrvatska humoristična serija koja je s emitiranjem započela 21. travnja 2018. godine. Redatelji serije su Marko Manojlović (redatelj serijala Andrija i Anđelka) i Dejan Karakljajić, dok je serija rađena po uzoru na francusku seriju Nos chers voisins. 
Glavni likovi ovoga sitcoma su stanari jedne vrlo živahne i zaigrane zgrade. Susjede glume Nataša Dangubić i Moamer Kasumović, koji se gledateljima predstavljaju kao tradicionalni i konzervativni bračni par Zovko, dok su Katarina Marković i Petar Ćiritović moderni i slobodoumni supružnike Perković. Srpskom glumcu Zoranu Cvijanoviću pripala je uloga glavne sveznalice u zgradi - domara, a Ornela Vištica okušat će se u ulozi seksi susjede zbog koje će muškarci u zgradi često gubiti glavu, što se neće svidjeti ženskim stanarima zgrade. Asim Ugljen i Ivan Magud u sitcomu će postati cimeri koji žive do Ornele Vištice.
Serija ima 10 epizoda, svaka u trajanju od 40 minuta, a televizijski kanal RTL seriju je prikazivao dio kroz 40-minutne epizode, a dio kao odvojene skečeve prije početna glavnom programa u 20 sati. 

## Pregled serije
| Sezona | Sezona | Epizoda | Originalno emitiranje | Originalno emitiranje |
| Sezona | Sezona | Epizoda | Premijera sezone      | Kraj sezone           |
| ------ | ------ | ------- | --------------------- | --------------------- |
|        | 1      | 10      | 21. travnja 2018.     | 11. lipnja 2018.      |

## Glumačka postava
| Glumac/glumica    | Lik              |
| ----------------- | ---------------- |
| Ornela Vištica    | Ornela           |
| Nataša Dangubić   | Ana Zovko        |
| Moamer Kasumović  | Tomislav Zovko   |
| Katarina Marković | Dobrila Perković |
| Petar Ćiritović   | Alen Perković    |
| Zoran Cvijanović  | domar Gazivoda   |
| Asim Ugljen       | Luka             |
| Ivan Magud        | Boris            |
| Stjepan Gašparić  | Leo Perković     |
| Roman Sem-Tuksar  | Krešimir Zovko   |
| Nino Lehki        | Trpimir Zovko    |

## Vanjske poveznice
- Službena stranica serije na web stranici RTL Televizije  Arhivirana inačica izvorne stranice od 21. travnja 2018. (Wayback Machine)